# 维布拉克 (夏朗德省)
维布拉克是法国夏朗德省的一个市镇，属于科尼亚克区（Cognac）沙朗特河畔沙托纳县（Châteauneuf-sur-Charente）。该市镇总面积2.82平方公里，2009年时的人口为287人。

## 人口
维布拉克（Vibrac）人口变化图示